# Rubén Pérez Moreno

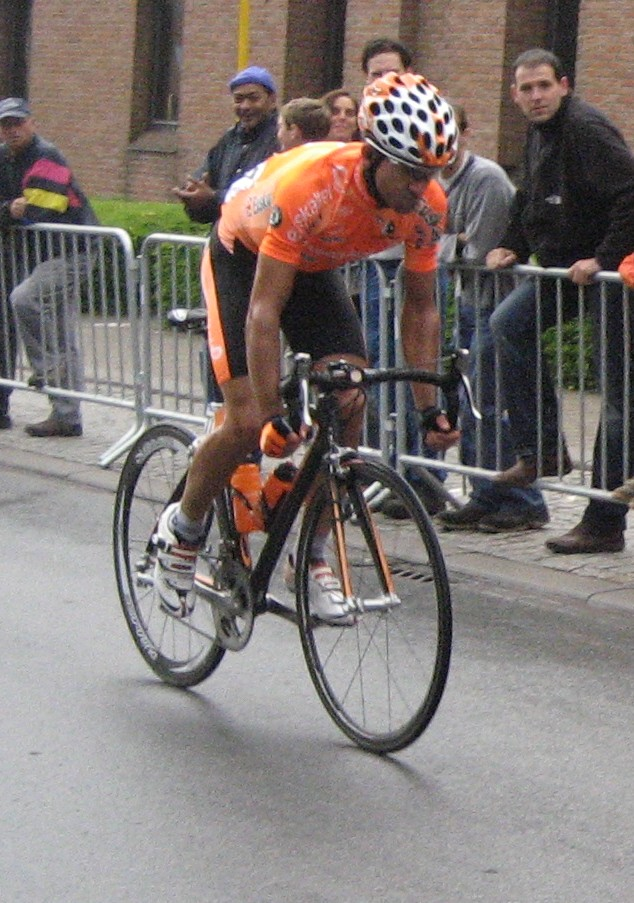
Rubén Pérez Moreno no Tour de France 2007.

Rubén Pérez Moreno (Zaldibar, 30 de outubro de 1981) é um ciclista espanhol.